# منطقه حفاظت‌شده طارم
منطقهٔ حفاظت‌شدهٔ طارم یک منطقهٔ حفاظت‌شده با مساحت ۸۱۳۲۰ هکتار است که در استان هرمزگان در ایران قرار دارد. این منطقهٔ حفاظت‌شده طبق مصوبهٔ شمارهٔ ۷۹۱ در تاریخ ۹۹/۱۱/۰۶ در فهرست مناطق تحت حفاظت سازمان محیط زیست ایران قرار گرفت.